# Bert Grabsch
Bert Grabsch (Wittenberg, 19 juni 1975) is een Duits voormalig wielrenner, die zich specialiseerde in het tijdrijden (op vlakke parcoursen) en in 2008 wereldkampioen in deze discipline werd. Zijn oudere broer Ralf was ook wielrenner. De geblokte hardrijder Grabsch stond er om bekend dat hij vaak enorm grote verzetten rondtrapte.

## Belangrijkste overwinningen
1998
- 4e etappe Regio-Tour

2000
- 28e Hel van het Mergelland

2001
- 5e etappe Ronde van Nedersaksen
- 2e etappe Ronde van Wallonië

2002
- 1e etappe Ronde van Burgos

2005
- Rund um die Hainleite

2007
- 7de etappe Ronde van Spanje (individuele tijdrit)
- Duits kampioen individuele tijdrit, Elite

2008
- Duits kampioen individuele tijdrit, Elite
- 6e etappe Ronde van Oostenrijk (individuele tijdrit)
- 4e etappe Ronde van Saksen (individuele tijdrit)
- Eindklassement Ronde van Saksen
- Wereldkampioenschap individuele tijdrit op de weg, Elite

2009
- 4e etappe Dauphiné Liberé (individuele tijdrit)
- Duits kampioen individuele tijdrit, Elite

2011
- Duits kampioen individuele tijdrit, Elite
- 7e etappe Ronde van Oostenrijk (individuele tijdrit)

## Resultaten in voornaamste wedstrijden
| Jaar | Ronde van Italië | Ronde van Frankrijk | Ronde van Spanje |
| ---- | ---------------- | ------------------- | ---------------- |
| 1998 |                  |                     |                  |
| 1999 |                  |                     |                  |
| 2000 |                  |                     |                  |
| 2002 | 61e              |                     | 101e             |
| 2003 |                  |                     | 88e              |
| 2004 |                  | 81e                 | 86e              |
| 2005 |                  | 103e                |                  |
| 2006 |                  | 106e                |                  |
| 2007 |                  | 105e                | opgave (1)       |
| 2008 |                  |                     |                  |
| 2009 |                  | 134e                | opgave           |
| 2010 |                  | 169e                |                  |
| 2011 |                  |                     | 136e             |
| 2012 |                  | 125e                |                  |
| 2013 |                  |                     |                  |

| Jaar | Milaan-San Remo | Gent-Wevelgem | Ronde van Vlaanderen | Parijs-Roubaix | Amstel Gold Race | Luik-Bast.‑Luik | Rund um den Henninger-Turm | Cyclassics Hamburg |  | WK op de weg |  | Wereldranglijsten |
| ---- | --------------- | ------------- | -------------------- | -------------- | ---------------- | --------------- | -------------------------- | ------------------ |  | ------------ |  | ----------------- |
| 1998 |                 |               |                      |                |                  |                 |                            | 58e                |  |              |  |                   |
| 1999 |                 |               |                      |                |                  |                 |                            | 105e               |  |              |  |                   |
| 2000 |                 |               |                      |                |                  |                 | 4e                         | 92e                |  |              |  |                   |
| 2002 |                 | 24e           | 30e                  |                | 52e              |                 | 14e                        | 73e                |  | 95e          |  |                   |
| 2003 | 49e             |               | 65e                  |                |                  |                 |                            | 30e                |  |              |  |                   |
| 2004 | 57e             |               | 37e                  |                |                  | 107e            |                            |                    |  |              |  |                   |
| 2005 | 102e            |               | 25e                  | 38e            | 91e              |                 |                            | 10e                |  |              |  | 166e (UPT)        |
| 2006 | 60e             | 100e          |                      |                | 103e             |                 | 24e                        |                    |  |              |  |                   |
| 2007 | 125e            |               |                      | 28e            |                  |                 |                            |                    |  |              |  | 129e (UPT)        |
| 2008 |                 |               | 64e                  |                |                  |                 |                            | 62e                |  |              |  | 132e (UPT)        |
| 2009 |                 |               |                      |                |                  |                 |                            |                    |  |              |  | 148e (UWK)        |
| 2010 |                 |               |                      |                |                  |                 |                            |                    |  | 71e          |  | 194e (UWK)        |
| 2011 |                 |               |                      |                |                  |                 |                            |                    |  |              |  | 219e (UWT)        |
| 2012 |                 |               |                      |                |                  |                 |                            | 114e               |  |              |  |                   |
| 2013 |                 |               |                      |                |                  |                 |                            | 127e               |  |              |  |                   |